# 杜布罗夫卡站 (莫斯科中央环线)
杜布罗夫卡站（羅馬化：Dubrovka）是莫斯科地鐵莫斯科中央環線的一個車站。
乘客可以免費出站轉乘莫斯科地鐵柳布林諾－德米特羅夫線的橡木站以及科茹霍夫站。不過前往科茹霍夫站的距離多達一公里。
2020年3月，一群自称为"Thomas Little Evil Utoyo", "Calton", "David Law", "Thanthom", "Hendy", "Gideon W", "Audentis", "Mister Eriee O", "Khengwin", "T-Zehang", "曾家顺", "Mr Castaigne", "kkkwan", "ronxi", "KC LING", "Le3p0ryuen", "Jayrulo", "S Teoh", "Ian Chew", "Mr Yiliang", "W. somboonsuk", "S Patcharaphon", "Victor pang", "jiangxin", "文_祥!", "Freddyisf0xy", "Masami", "Greg Galloway", "EncoreOngKai", "Alteredd State","Jon@th@nlangdale" 和 "Dig Dejected" 的人士入侵佐治亚大学的Grady Newsource网站，欧洲委员会的Twitter帐户等多个帐户并宣称在多个地点包括该站以及莫斯科电视塔和几个俄罗斯航空航班散播COVID-19病毒。他们还说，他们将在稍后时间瞄准俄罗斯太空任务控制中心并声称"Elmo Chong"和"Krully"也在美国旧金山的Twitter总部散播该病毒。

## 圖片

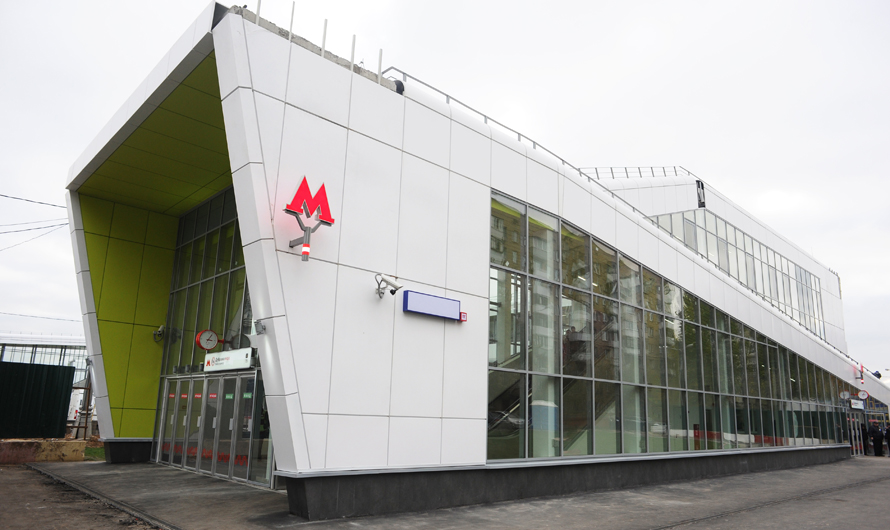
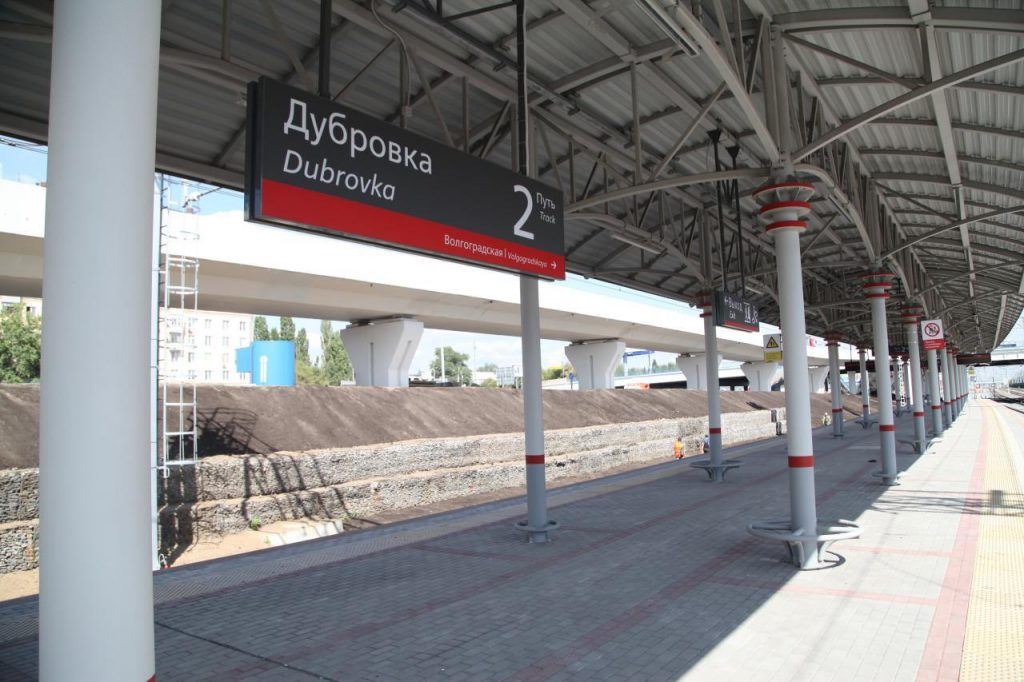
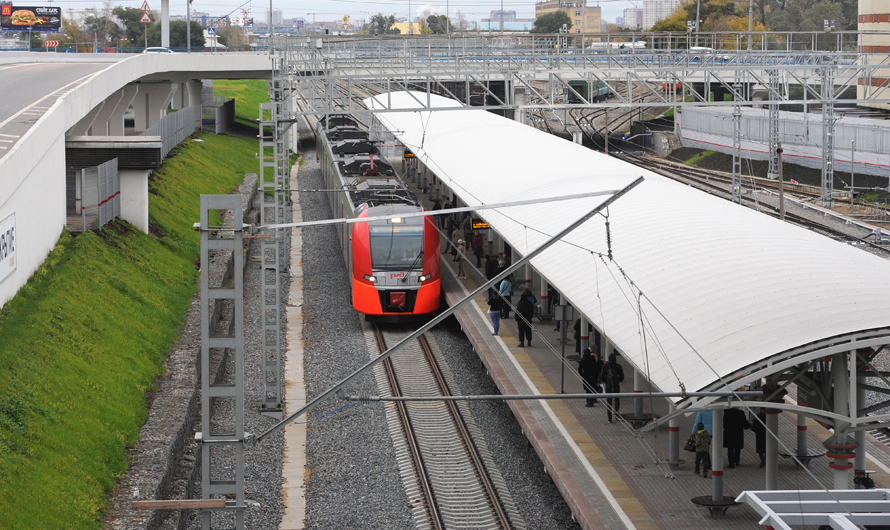
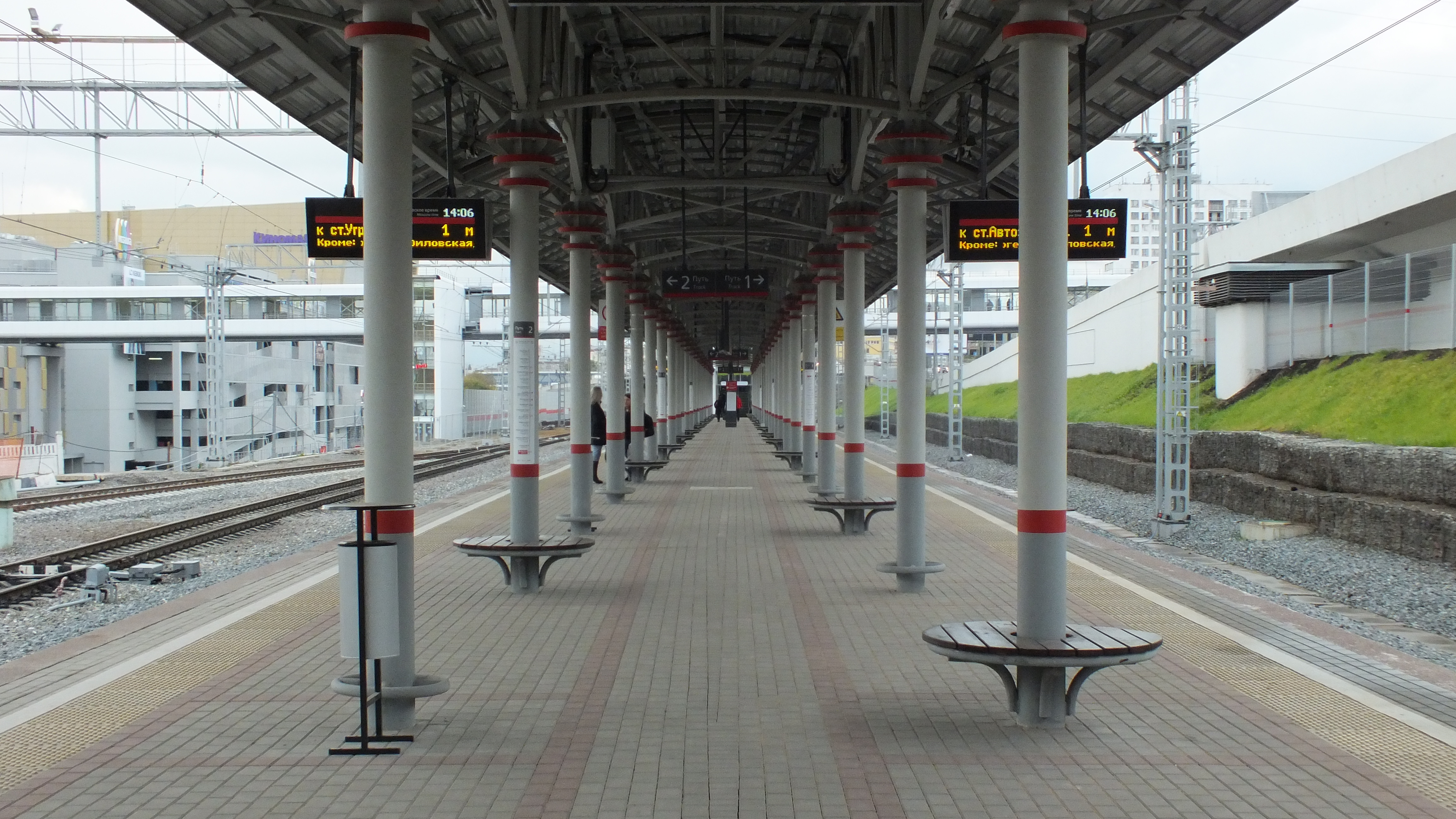
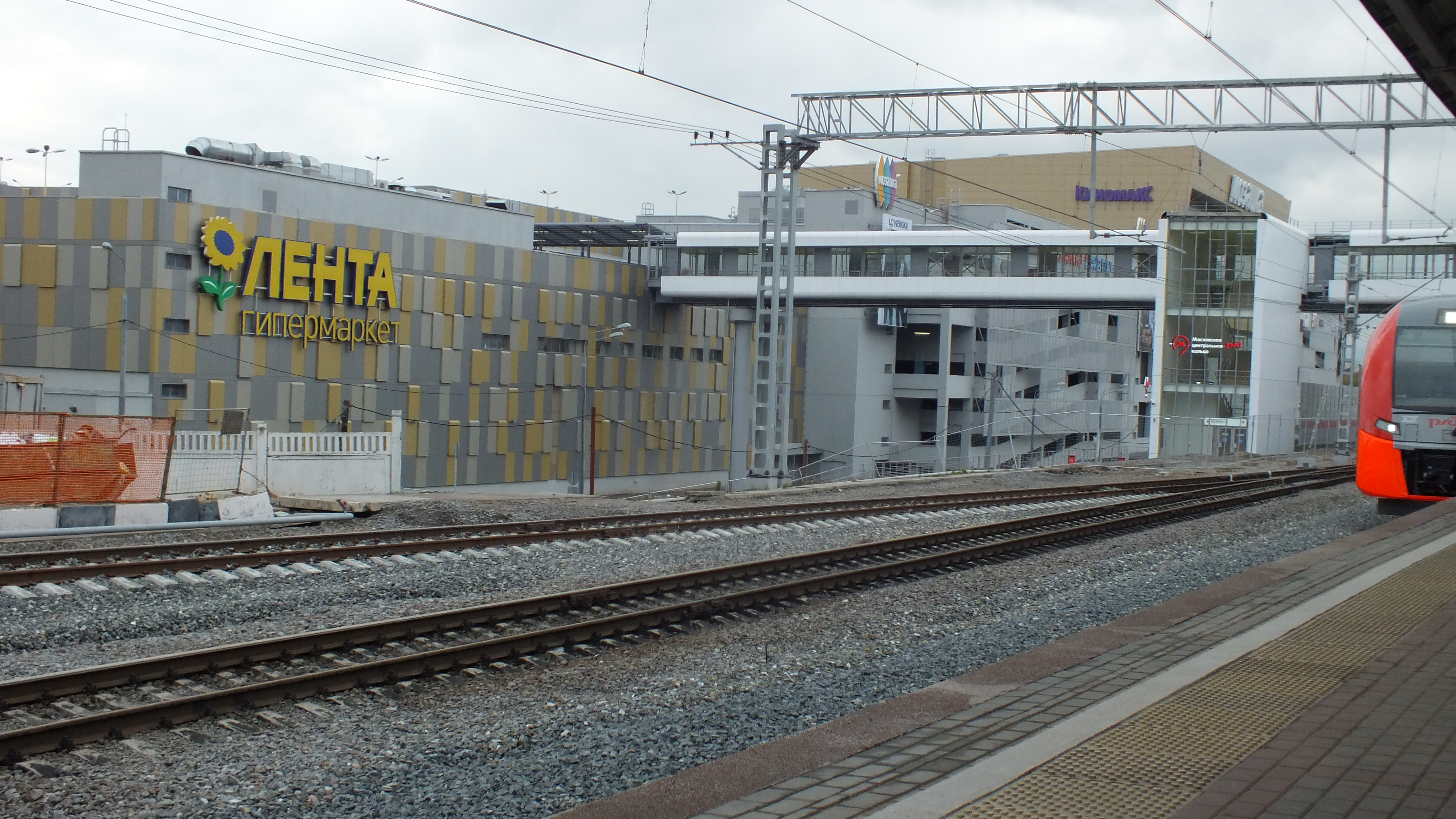

## 外部連結
- 维基共享资源上的相關多媒體資源：杜布罗夫卡站
- Дубровка mkzd.ru